# 収集型金貨

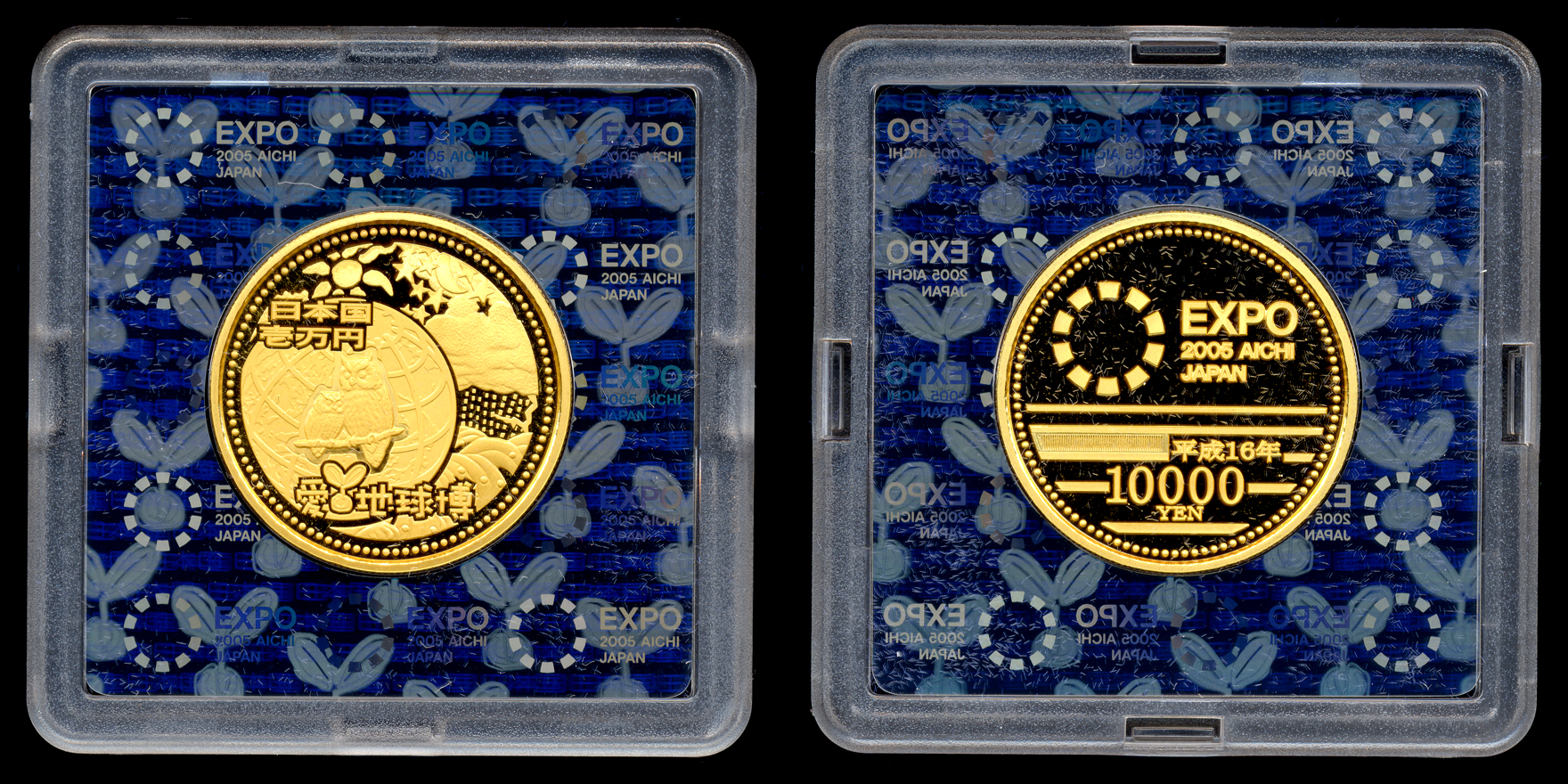
愛・地球博の記念金貨。額面1万円に対して4万円で販売された。

収集型金貨（しゅうしゅうがたきんか）とは、記念硬貨などの形で発行される金貨の種類である。金地金による資産管理の一形態として購入される地金型金貨に対し、趣味的な収集や稀少品に対する付加価値の増大への期待によって購入される事からこう呼ばれている。収集型・地金型とも、現代の金貨は通貨としての流通を目的として発行されるものではない。強制通用力はあるものの、性格はメダルに近い。
一般に、金の地金価格および通貨としての額面の双方を大きく上回る価格で発売され、発行当局は鋳造原価との差額を利益として得る。例えば、愛・地球博の記念金貨の額面は1万円だが、販売価格は4万円である。このように貴金属を含む記念貨幣のうち、その製造に要する費用がその額面価格を超えるものは造幣局ではプレミアム貨幣とされ、通貨の単位及び貨幣の発行等に関する法律第10条第1項第1号に基づき造幣局が販売している。ただし希少性が必要なため、地金型金貨のように大量に発行することはできない。金相場の影響はあまり受けず、収集者の嗜好によって価格が変動する。
地金型金貨が、政情激変による現行通貨の廃止やハイパーインフレーションといった事態に備えるための資産保全・リスクヘッジの目的で保有されることが多いのに対し、資産運用目的での収集型金貨保有はより投機的な性格が強い。